# Gøril Snorroeggen
Gøril Snorroeggen (Trondheim, 15 de febrero de 1985) es una exjugadora noruega de balonmano que se desempeñaba como lateral izquierda. Con la selección femenina de Noruega disputó 102 partidos internacionales y marcó 224 goles, logrando dos oros olímpicos, un campeonato mundial y dos europeos.

## Trayectoria

### Clubes
Formada en el club multideportivo Kattem IL, compaginó balonmano y fútbol hasta los 13 años, cuando se incorporó a la cantera del Byåsen IL. Hizo su debut con el primer equipo en la Eliteserien noruega en 2003 y fue subcampeona en 2005, 2006 y 2007. 
Dos cirugías de hombro desde los Juegos Olímpicos de 2008 la hizo pensar en abandonar, aunque al final decidió continuar su carrera.
Con el primer equipo del Byåsen permaneció hasta 2010, proclamándose campeona de la Copa de Noruega en 2007 y máxima goleadora de la Eliteserien (la máxima división nacional) en la 2004/05, con 184 goles. Esa temporada llegó a meter 17 goles en un partido de Liga.
En 2011 fichó por el danés Team Esbjerg, con el que disputó competiciones europeas hasta 2013.  Ese mismo año anunció una pausa indefinida para centrarse en sus estudios de Medicina.  Regresó a las pistas en septiembre de 2014 como guardameta del modesto Heimdal IF, donde jugó hasta 2015.

### Trayectoria de clubes
- 2002 – 2010:  Byåsen HE
- 2011 – 2013:  Team Esbjerg
- 2014 – 2015:  Heimdal IF

### Selección
Como juvenil, ganó el Campeonato de Noruega tres veces con Byåsen y obtuvo el bronce en el Campeonato Mundial (2003) y la plata en el Campeonato Mundial (2004 y 2005) con Noruega.
Debutó con la selección absoluta el 22 de octubre de 2004 y jugó hasta agosto de 2012, sumando 102 internacionalidades y 224 tantos.  Fue pieza clave en la década más exitosa del combinado noruego: conquistó los oros olímpicos de Pekín 2008 y Londres 2012, el campeonato mundial de Brasil 2011 y los europeos de Hungría 2004 y Suecia 2006, además de la plata mundial de Francia 2007. En 2012 decidió no ir con la selección al Europeo.

## Premios y títulos

### Con la selección
- 2 x Medalla de oro en los Juegos Olímpicos (2008, 2012)
- 1 x Medalla de oro en el Campeonato del Mundo (2011)
- 1 x Medalla de plata en el Campeonato del Mundo (2007)
- 2 x Medalla de oro en el Campeonato de Europa (2004, 2006)

### Con sus clubes
- 1 x Copa de Noruega de balonmano (2007)[1]

## Vida personal
Snorroeggen estudió Medicina en la Universidad Noruega de Ciencia y Tecnología, motivo principal de su pausa deportiva en 2013.  Esa misma temporada se quedó embarazada. Está casada con el exfutbolista Alexander Lund Hansen, con quien tiene dos hijos. Ejerce la medicina en su país.
Su hermana Marte Snorroeggen también fue internacional con el equipo noruego de balonmano.